# Gert Doumen
Gert Doumen, né à Brée (Belgique) le 24 juin 1971, est un joueur de football belge qui occupait le poste de gardien de but. Il est surtout connu pour les neuf saisons qu'il passe en tant que gardien remplaçant au KRC Genk, remportant le titre de champion de Belgique en 1999. Il met un terme à sa carrière en 2007 et devient entraîneur des gardiens des équipes de jeunes de son dernier club, le Patro Maasmechelen. 
Depuis les élections communales d'octobre 2012, il siège au conseil communal de Meeuwen-Gruitrode, dans les rangs du CD&V.

## Carrière

### Formation et début de carrière
Gert Doumen commence à jouer au football en 1979 au Sporting Nevok Gruitrode, un petit club évoluant dans les séries provinciales. En 1987, il rejoint le Patro Eisden. Deux ans plus tard, âgé de dix-huit ans, il est engagé par le club de Neeroeteren, fraîchement promu en Promotion pour la première fois de son Histoire.
D'abord gardien réserve, il est promu titulaire en cours de saison et dispute son premier match officiel le 17 février 1990 face au KFC Herentals. Il joue les dix dernières rencontres du championnat mais ne peut éviter la relégation de son équipe en première provinciale. Douze mois plus tard, il remporte le titre de la province et permet au club de revenir en nationales. Il est repéré par le KRC Genk, un club de Division 1, qui le transfère en tant que doublure de Ronny Gaspercic jusqu'en 1996, puis du hongrois István Brockhauser.

### Période faste au KRC Genk
Gert Doumen doit attendre la saison 1993-1994 pour effectuer ses grands débuts au plus haut niveau. Il entre en cours de jeu lors d'un déplacement au Standard de Liège le 8 janvier 1994 mais ne peut éviter la défaite de son équipe. Il est ensuite sélectionné à trois reprises en équipe nationale militaire et dispute les onze dernières rencontres du championnat, qui voit le club relégué en Division 2. Il joue deux saisons à l'échelon inférieur avant de remonter en 1966, période pendant laquelle Doumen ne dispute que trois rencontres.
Gert Doumen entame la saison de retour parmi l'élite comme premier gardien et joue les quinze premiers matches du championnat. À la mi-novembre, il est remplacé dans les buts par l'international hongrois István Brockhauser et ne disputera plus ensuite que deux rencontres. Le club se qualifie en fin de saison pour la prochaine Coupe Intertoto. Gert Doumen dispute une rencontre lors de cette compétition, contre les grecs du Panachaïkí, qui se solde par une victoire 4-2. En championnat, il joue également une dizaine de rencontres avant la trêve hivernale puis se retrouve à nouveau sur le banc. Il reprend place dans les buts à l'occasion des matches de Coupe de la Ligue, dont Genk atteint les quarts de finale. En fin de saison, le club remporte la Coupe de Belgique mais il ne quitte pas le banc de touche lors de la finale.
La saison suivante marque un tournant dans la vie du KRC Genk et la carrière du joueur. Il commence le championnat toujours comme réserviste et ne joue qu'une seule rencontre, un déplacement perdu au KSK Beveren. Néanmoins, l'équipe décroche le premier titre de champion de Belgique de son Histoire en fin de saison, qui est également le premier trophée majeur au palmarès de Gert Doumen. Il entame la saison qui suit de la même manière et, en cours d'année, la direction lui signifie que son contrat ne sera pas prolongé. Il peut jouer la dernière rencontre de championnat à domicile contre le FC Malines. Le club remporte une deuxième fois la Coupe de Belgique trois jours plus tard mais comme deux ans plus tôt, Gert Doumen ne joue pas la finale.

### Fin de carrière chaotique
Sans club, Gert Doumen se retrouve libre de s'engager où il le souhaite. Il rejoint l'Excelsior Mouscron en 2000 mais se blesse gravement à son arrivée. Il ne jouera que deux rencontres avec les « Hurlus » durant la saison. Il part ensuite au RWD Molenbeek, où il arrive comme gardien réserviste. Mais dès le premier match de la saison, le titulaire Wilfried Godart se fait exclure, permettant à Gert Doumen de prendre place entre les perches. Il conserve la préférence de son entraîneur jusqu'à la fin du mois de novembre 2001. Lors d'un match contre l'Eendracht Alost, il se blesse après un quart d'heure de jeu et est remplacé par Kris Vandeputte. Après sa guérison, il doit reprendre place sur le banc et ne joue que le dernier match du championnat, un déplacement victorieux à La Gantoise. Quelques semaines plus tard, le club est déclaré en faillite et les joueurs sont libérés de leur contrat.
De nouveau libre, il rejoint un de ses clubs formateurs, le Patro Maasmechelen (ex-Patro Eisden), qui milite alors en Division 2. Il prend la place de premier gardien au début du second tour de la compétition et la conserve jusqu'en fin de saison. À quelques matches de la fin de la saison suivante, il est transféré par le club d'Heusden-Zolder, à la lutte pour son maintien en première division et à court de gardiens valides après la blessure de Logan Bailly. Il dispute les sept dernières rencontres du championnat avec sa nouvelle équipe, sans pouvoir lui éviter la relégation. Malgré cette relégation, il décide de rester au club. Il défend les buts du club, désormais installé à Beringen, jusqu'en octobre 2005 et une nouvelle blessure. Lorsque le club dépose le bilan en avril 2006, il est libéré de son contrat et se retrouve une nouvelle fois sans club. 
Après être resté plus d'un an sans jouer, Gert Doumen est engagé en novembre 2006 ad interim par Oud-Heverlee Louvain, dont les deux gardiens, Mike Vanhamel et Thierry Berghmans sont blessés pour plusieurs mois. Il joue cinq rencontres pour OHL et est libéré en février 2007 après le retour de blessure des deux premiers gardiens. Il retourne alors au Patro Eisden Maasmechelen jusqu'en fin de saison. Il décide alors de prendre sa retraite sportive et devient entraîneur des gardiens des équipes de jeunes du club.

## Palmarès
- 1 fois champion de Belgique en 1999 avec le KRC Genk.

## Statistiques
| Saison                | Club                         | Championnat           | Championnat | Championnat | Coupe nationale | Coupe nationale | Coupe de la Ligue | Coupe de la Ligue | Compétition(s) continentale(s) | Compétition(s) continentale(s) | Compétition(s) continentale(s) | Total | Total |
| Saison                | Club                         | Division              | M.          | B.          | M.              | B.              | M.                | B.                | Comp.                          | M.                             | B.                             | M.    | B.    |
| 1989-1990             | K Neeroeteren FC             | Promotion             | 10          | 0           | 0               | 0               | 0                 | 0                 | -                              | 0                              | 0                              | 10    | 0     |
| 1990-1991             | K Neeroeteren FC             | 1re prov.             | -           | -           | -               | -               | 0                 | 0                 | -                              | 0                              | 0                              | 0     | 0     |
| Sous-total            | Sous-total                   | Sous-total            | 10          | 0           | 0               | 0               | 0                 | 0                 | -                              | 0                              | 0                              | 10    | 0     |
| 1991-1992             | KRC Genk                     | Division 1            | 0           | 0           | 0               | 0               | 0                 | 0                 | -                              | 0                              | 0                              | 0     | 0     |
| 1992-1993             | KRC Genk                     | Division 1            | 0           | 0           | 0               | 0               | 0                 | 0                 | -                              | 0                              | 0                              | 0     | 0     |
| 1993-1994             | KRC Genk                     | Division 1            | 9           | 0           | 0               | 0               | 0                 | 0                 | -                              | 0                              | 0                              | 9     | 0     |
| 1994-1995             | KRC Genk                     | Division 2            | 3           | 0           | 0               | 0               | 0                 | 0                 | -                              | 0                              | 0                              | 3     | 0     |
| 1995-1996             | KRC Genk                     | Division 2            | 0           | 0           | 0               | 0               | 0                 | 0                 | -                              | 0                              | 0                              | 0     | 0     |
| 1996-1997             | KRC Genk                     | Division 1            | 17          | 0           | 0               | 0               | 0                 | 0                 | -                              | 0                              | 0                              | 17    | 0     |
| 1997-1998             | KRC Genk                     | Division 1            | 9           | 0           | 0               | 0               | 2                 | 0                 | C4                             | 1                              | 0                              | 12    | 0     |
| 1998-1999             | KRC Genk                     | Division 1            | 1           | 0           | 0               | 0               | 2                 | 0                 | C2                             | 0                              | 0                              | 3     | 0     |
| 1999-2000             | KRC Genk                     | Division 1            | 4           | 0           | 1               | 0               | 0                 | 0                 | C1                             | 0                              | 0                              | 5     | 0     |
| Sous-total            | Sous-total                   | Sous-total            | 43          | 0           | 1               | 0               | 4                 | 0                 | -                              | 1                              | 0                              | 49    | 0     |
| 2000-2001             | RE Mouscron                  | Division 1            | 2           | 0           | 0               | 0               | 0                 | 0                 | -                              | 0                              | 0                              | 2     | 0     |
| Sous-total            | Sous-total                   | Sous-total            | 2           | 0           | 0               | 0               | 0                 | 0                 | -                              | 0                              | 0                              | 2     | 0     |
| 2001-2002             | RWD Molenbeek                | Division 1            | 15          | 0           | 1               | 0               | 0                 | 0                 | -                              | 0                              | 0                              | 16    | 0     |
| Sous-total            | Sous-total                   | Sous-total            | 15          | 0           | 1               | 0               | 0                 | 0                 | -                              | 0                              | 0                              | 16    | 0     |
| 2002-2003             | Patro Maasmechelen           | Division 2            | 17          | 0           | 0               | 0               | 0                 | 0                 | -                              | 0                              | 0                              | 17    | 0     |
| 2003-2004             | Patro Maasmechelen           | Division 2            | 26          | 0           | 1               | 0               | 0                 | 0                 | -                              | 0                              | 0                              | 27    | 0     |
| Sous-total            | Sous-total                   | Sous-total            | 43          | 0           | 1               | 0               | 0                 | 0                 | -                              | 0                              | 0                              | 44    | 0     |
| 2003-2004             | Heusden-Zolder SK            | Division 1            | 7           | 0           | 0               | 0               | 0                 | 0                 | -                              | 0                              | 0                              | 7     | 0     |
| 2004-2005             | K Beringen Heusden-Zolder SK | Division 2            | 23          | 0           | 0               | 0               | 0                 | 0                 | -                              | 0                              | 0                              | 23    | 0     |
| 2005-2006             | K Beringen Heusden-Zolder SK | Division 2            | 7           | 0           | 0               | 0               | 0                 | 0                 | -                              | 0                              | 0                              | 7     | 0     |
| Sous-total            | Sous-total                   | Sous-total            | 37          | 0           | 0               | 0               | 0                 | 0                 | -                              | 0                              | 0                              | 37    | 0     |
| 2006-2007             | Oud-Heverlee Louvain         | Division 2            | 5           | 0           | 0               | 0               | 0                 | 0                 | -                              | 0                              | 0                              | 5     | 0     |
| Sous-total            | Sous-total                   | Sous-total            | 5           | 0           | 0               | 0               | 0                 | 0                 | -                              | 0                              | 0                              | 5     | 0     |
| 2006-2007             | Patro Eisden Maasmechelen    | Promotion             | 2           | 0           | 0               | 0               | 0                 | 0                 | -                              | 0                              | 0                              | 2     | 0     |
| Sous-total            | Sous-total                   | Sous-total            | 2           | 0           | 0               | 0               | 0                 | 0                 | -                              | 0                              | 0                              | 2     | 0     |
| Total sur la carrière | Total sur la carrière        | Total sur la carrière | 157         | 0           | 3               | 0               | 4                 | 0                 | -                              | 1                              | 0                              | 165   | 0     |

## Engagement politique
En juillet 2012, il annonce qu'il se présentera sur les listes du CD&V de sa commune de résidence, Meeuwen-Gruitrode, lors des prochaines élections communales d'octobre 2012. Il parvient à se faire élire au conseil communal et fait partie du conseil de police au 1er janvier 2013.